# Журнал Американської Медичної Асоціації
Журнал Американської Медичної Асоціації (JAMA: The Journal of the American Medical Association або коротко JAMA) — це рецензований медичний науковий журнал, який видається Американською медичною асоціацією 48 разів на рік. Він публікує оригінальні дослідження, огляди та редакційні статті, що охоплюють усі аспекти медицини та біомедицини.
Журнал було засновано в 1883 році, редактором-засновником був Натан Сміт Девіс. Кірстен Біббінс-Домінго з Каліфорнійського університету в Сан-Франциско стала головним редактором журналу 1 липня 2022 року, змінивши на цій посаді Говарда Баухнера з Бостонського університету. 
Відповідно до Journal Citation Reports, імпакт-фактор журналу на 2021 рік становить 157,335, що ставить його на 3 місце серед 172 журналів у категорії «Медицина, загальна та внутрішня медицина».

## Історія
Журнал був заснований у 1883 році Американською медичною асоціацією та замінив журнал Угоди Американської медичної асоціації. У 1960 році журнал отримав свою нинішню назву JAMA: The Journal of the American Medical Association. Журнал зазвичай називають JAMA.

### Безперервна медична освіта
«Можливості безперервної освіти для лікарів» — розділ журналу, який виходив щопівроку та містив списки регіональних або національних рівнів безперервної медичної освіти (БМЕ). Між 1937 і 1955 роками список складався щоквартально або раз на півроку. Між 1955 і 1981 роками список був доступний щорічно, оскільки кількість пропозицій БМЕ зросла з 1000 (1955) до 8500 (1981). У 2016 році БМЕ перейшов на цифрову пропозицію від мережі JAMA під назвою JN Learning CME & MOC від мережі JAMA.  JN Learning надає кредити CME та MOC зі статей та аудіоматеріалів, опублікованих у всіх 12 журналах мережі JAMA, включаючи JAMA.

### Публікація статті Барака Обами
11 липня 2016 року JAMA опублікувала статтю Барака Обами під назвою «Реформа охорони здоров’я Сполучених Штатів: поточний прогрес і наступні кроки» , яка стала першою науковою статтею, опублікованою діючим президентом США. Стаття не підлягала сліпому експертному рецензуванню. Він обстоював конкретну політику, яку могли б проводити майбутні президенти, щоб покращити реалізацію національної реформи охорони здоров’я.

### Зміна політики
Після суперечливого звільнення в 1999 році головного редактора Джорджа Д. Лундберга було запроваджено процес забезпечення редакційної свободи. Для оцінки головного редактора та забезпечення редакційної незалежності було створено комісію з нагляду за журналом із семи членів. З моменту заснування комітет збирався не рідше одного разу на рік. Наразі політика JAMA стверджує, що вміст статті слід приписувати авторам, а не видавцю.

### Мистецтво
З 1964 по 2013 рік JAMA використовувала зображення творів мистецтва на своїй обкладинці та публікувала есе з коментарями до творів мистецтва. За словами колишнього редактора Джорджа Лундберга, ця практика була розроблена, щоб зв’язати гуманітарні науки та медицину. У 2013 році оновлений формат перемістив елемент мистецтва на внутрішню сторінку, замінивши зображення ілюстрації на обкладинці змістом. Метою редизайну було стандартизувати зовнішній вигляд усіх журналів у мережі JAMA.

## Реферування та індексування
Журнал JAMA реферується та індексується в:
<div style="-moz-column-count:* Academic OneFile
- Academic Search[16]
- BIOSIS Previews[17]
- Biological Abstracts[16]
- CAB Abstracts[18]
- Chemical Abstracts[19]
- CINAHL[en][20]
- Current Index to Statistics[16]
- Current Contents/Clinical Medicine[17]
- Current Contents/Life Sciences[17]
- Elsevier BIOBASE[16]
- Embase[16]
- Global Health[en][21]
- Index Medicus/MEDLINE/PubMed[22]
- PsycINFO[23]
- Science Citation Index[17]
- Scopus[16]
- Tropical Diseases Bulletin[24]; -webkit-column-count:* Academic OneFile[16]
- Academic Search[16]
- BIOSIS Previews[17]
- Biological Abstracts[16]
- CAB Abstracts[18]
- Chemical Abstracts[19]
- CINAHL[en][20]
- Current Index to Statistics[16]
- Current Contents/Clinical Medicine[17]
- Current Contents/Life Sciences[17]
- Elsevier BIOBASE[16]
- Embase[16]
- Global Health[en][21]
- Index Medicus/MEDLINE/PubMed[22]
- PsycINFO[25]
- Science Citation Index[17]
- Scopus[16]
- Tropical Diseases Bulletin[24]; column-count:* Academic OneFile[16]
- Academic Search[16]
- BIOSIS Previews[17]
- Biological Abstracts[16]
- CAB Abstracts[18]
- Chemical Abstracts[19]
- CINAHL[en][20]
- Current Index to Statistics[16]
- Current Contents/Clinical Medicine[17]
- Current Contents/Life Sciences[17]
- Elsevier BIOBASE[16]
- Embase[16]
- Global Health[en][21]
- Index Medicus/MEDLINE/PubMed[22]
- PsycINFO[26]
- Science Citation Index[17]
- Scopus[16]
- Tropical Diseases Bulletin[24];">* Academic OneFile[16]
- Academic Search[16]
- BIOSIS Previews[17]
- Biological Abstracts[16]
- CAB Abstracts[18]
- Chemical Abstracts[19]
- CINAHL[en][20]
- Current Index to Statistics[16]
- Current Contents/Clinical Medicine[17]
- Current Contents/Life Sciences[17]
- Elsevier BIOBASE[16]
- Embase[16]
- Global Health[en][21]
- Index Medicus/MEDLINE/PubMed[22]
- PsycINFO[27]
- Science Citation Index[17]
- Scopus[16]
- Tropical Diseases Bulletin[24]

Відповідно до Journal Citation Reports, імпакт-фактор журналу на 2021 рік становить 157,335, що ставить його на 3 місце серед 172 журналів у категорії «Медицина, загальна та внутрішня медицина».